# 6 (12) Zabrski Pułk im. Stefana Czarnieckiego
6 (12) Zabrski Pułk Piechoty im. Stefana Czarnieckiego – pułk piechoty polskiej okresu III powstania śląskiego.
Pułk wchodził w skład Grupy "Wschód" kpt. Karola Grzesika. Jego żołnierze rekrutowali się z okolic Zabrza (stąd nazwa).
W kontekście pułku używano dwóch numerów: 6 oraz 12 (w zależności od okresu istnienia pułku).
Dowódcy pułku:
- Franciszek Szyndzielorz
- kpt. Józef Drelichowski